# キャラントゥール山
キャラントゥール山（キャラントゥールさん、[ˌkærənˈtuːl]、アイルランド語: Corrán Tuathail、英語: Carrauntoohil/Carrantuohill）は、アイルランド共和国でもっとも高い山である。北アイルランドを含めたアイルランド島の最高峰でもある。ケリー県にあり、1,038メートル（3,406フィート）の高さで、マクギリーカディ山脈の中心に位置する。周囲には、1,000mを超えるBeenkeragh山（1,010m）とCaher山（1,001m）の2つの山がある。キャラントゥールの山頂には、高さ5m（16フィート）の大きな金属十字が建てられている。
キャラントゥール山は、スコットランド登山クラブ（SMC）によって標高3,000フィート（914.4m）以上の「ファース」に分類されている。スコットランドでは3,000フィート級の山を「マンロー」と呼称するが、スコットランドの外にあるため、ときおり「アイルランドマンロー」と呼ばれることがある。

## 登山ルート
多くの場合は、北東からハグズ渓谷に沿って登った先に、キャラントゥール山とCnoc na Péiste山の間にある鞍部への急斜面「デビルズラダー（悪魔の梯子）」があり、そこから北西方向の山頂へ登る。ルートは、浮石と混雑のために近年、より危険になっている。登山のための特別な装備は必要としないものの注意を要する。あるいは、西を起点として他の2つの1,000m級の山頂を経由するルートがある。稜線の縦走に対してはハイキング以上の技術を必要とする。